# Malin Schwerdtfeger
Malin Schwerdtfeger (* 27. Dezember 1972 in Bremen) ist eine deutsche Schriftstellerin, Drehbuchautorin und Buchhändlerin.

## Biografie
Schwerdtfeger studierte ab 1992 Judaistik und Islamwissenschaft in Berlin. Nachdem sie bereits als Jugendliche erste literarische Versuche unternommen hatte, begann sie Mitte der 1990er-Jahre ernsthaft mit dem Verfassen von erzählender Prosa, die anfangs in Zeitschriften und Anthologien veröffentlicht wurde. 2000 nahm sie mit einer Erzählung aus ihrem Band "Leichte Mädchen" (2001) am Ingeborg-Bachmann-Wettbewerb in Klagenfurt teil.
Sowohl ihr Prosadebüt, die Erzählungssammlung Leichte Mädchen, als auch ihr erster Roman Café Saratoga, der die Geschichte einer polnischen Aussiedlerfamilie aus der Perspektive zweier pubertierender Mädchen erzählt, fanden viel Zuspruch bei Literaturkritik und Leserschaft. Café Saratoga wurde u. a. ins Polnische übersetzt.
2002 hatte sie zusammen mit Thomas Hettche eine Poetikdozentur der Akademie der Wissenschaften und der Literatur in Mainz inne.
Malin Schwerdtfeger verfasst auch Hörspiele, Drehbücher fürs Fernsehen sowie für den Kinofilm Die Unerzogenen (2007) und Literaturempfehlungen.
Die Autorin lebt und arbeitet in Berlin; sie hat einen Sohn.

## Werke (Auswahl)
- Leichte Mädchen, Erzählungen (2000), ISBN 3-462-03183-X
- Café Saratoga, Roman (2001), ISBN 3-462-03242-9
- Delphi, Roman (2004), ISBN 3-462-03402-2
- Die Kürbiskönigin, Kinderbuch (2008), ISBN 978-3-8270-5315-2
- Margot Friedländer zusammen mit Malin Schwerdtfeger Versuche, dein Leben zu machen : Als Jüdin versteckt in Berlin (2008), ISBN 978-3-499-62304-2
- Die letzte Ente, in: Bremen 2041 : Erzählungen aus der Zukunft, hrsg. von Hendrik Werner (2011), ISBN 978-3-938795-34-7

## Auszeichnungen (Auswahl)
- 1998: 2. Preis im Literaturwettbewerb der Zeitschrift Allegra
- 1998: Preis im Kurzgeschichtenwettbewerb des Tagesspiegels
- 1999: Autorenstipendium der Freien Hansestadt Bremen
- 2000: Förderpreis des Ingeborg-Bachmann-Wettbewerbs in Klagenfurt